# مارتن جايت
مارتن جايت (بالإسبانية: Martín Jaite)‏ مواليد 9 أكتوبر 1964 في بوينس آيرس، الأرجنتين، هو لاعب كرة مضرب أرجنتيني سابق كان يلعب باليد اليمنى بدأ مسيرته كمحترف عام 1983، اعتزال اللعب في 1993.

## روابط خارجية
- مارتن جايت على موقع رابطة محترفي التنس (الإنجليزية)
- مارتن جايت على موقع الاتحاد الدولي لكرة المضرب (الإنجليزية)
- مارتن جايت على موقع كأس ديفيز (الإنجليزية)
- مارتن جايت على موقع خلاصة التنس.كوم (الإنجليزية)
- مارتن جايت على موقع أوليمبيديا (الإنجليزية)